# گلاخو زاکاریان
گلاخو (گئورگ) آرشاکی زاکاریان (ارمنی: Գլախո (Գևորգ) Արշակի Զաքարյան؛  ۲۶ آوریل ۱۹۰۵ – ۲۸ فوریهٔ ۱۹۹۲) یک خواننده اهل ارمنستان بود. وی بین سال‌های - تا - میلادی فعالیت می‌کرد

## زندگی‌نامه
وی در ۲۶ آوریل ۱۹۰۵ در تفلیس به دنیا آمد. وی در فیلارمونیک ملی گرجستان فعالیت می‌کرد. وی همچنین برندهٔ جوایزی همچون هنرمند شایسته ارمنستان شوروی (۱۹۶۷) و هنرمند شایسته گرجستان شوروی (۱۹۸۵) شده است. وی در ۲۸ فوریهٔ ۱۹۹۲ در سن ۸۶ سالگی در تفلیس درگذشت.